# ブラバム・BT59
ブラバム・BT59 (Brabham BT59) は、ブラバムが1990年のF1世界選手権参戦用に開発したフォーミュラ1カー。1991年はヤマハ・OX99エンジンを搭載するBT59Yを使用した。

## BT59

### 開発
BT59は前作BT58に続いてセルジオ・リンランドにより設計がはじめられたが、'89年のオーナーであるヨアヒム・ルーティの不祥事・逮捕によりチームの先行きが不透明となったことで、リンランドはBT59が未完成の状態でシーズンオフにティレルへと移籍。ブラバムは1990年開幕直前に日本人創業者の持つミドルブリッジ・グループに買収され、リンランドもティレルでの任務がマシンデザインに深く関わることが出来なかったこともあり（019の開発はほぼ終盤になっており、主にレースエンジニア担当だった）、'90年4月にティレルに辞職を申し出てチーム体制が一新されたブラバムへと出戻り、開発途中で中座していたBT59の製作を再開しマシンを完成させた。
BT59はBT58の発展型であり基本を踏襲しているが、全体のプロポーションはリヤウィングへの空力効率の改善を狙ってエンジンカウルが絞り込まれコンパクトかつタイトに細くまとめられた。T字型のインダクションポッドが特徴的であるが、内部構造の特色としてはラジエーターが左側のサイドポンツーン内に2つがまとめて配置されており、右側のサイドポンツーン内にはオイルクーラーが搭載されている。このラジエーターの搭載位置はBT58よりも低く設定。この非対称レイアウトは燃料タンクの全幅が広くなったための策であった。
エンジンはレイトンハウスと同じく76度という狭角バンクを持つジャッドEVエンジンを搭載した。しかし実戦投入された第3戦サンマリノGPの段階では新設計の横置きギアボックスの完成が間に合わなかったため、BT58同様の縦置きギアボックスがマウントされていた。リアサスペンションも新設計の物がシーズン後半に投入される予定とされた。
BT59が登場したサンマリノGPではチームから正式に翌年からヤマハとの1993年までのエンジン供給契約も結んだことが発表されており、BT59のエンジンカウルがジャッドV8エンジン用としては長すぎるのではないかという憶測もこの時点で飛んでおり、将来的なヤマハV12エンジン搭載まで見据えたシャシー設計であることが示唆されていた。

### 1990年シーズン
マシンは複数の日本企業のスポンサーを獲得し、「伊太利屋」などの漢字や、「カルビー」など片仮名のスポンサーロゴがエンジンカウルに貼られた。ドライバーはチーム在籍2年目を迎えたステファノ・モデナと、チーム創始者ジャック・ブラバムの息子でF1デビューとなるデビッド・ブラバムを起用。
BT59はシーズンを通して信頼性に欠けリタイヤが多く、ポイントを獲得することができなかった。ブラバムは予選落ちとリタイアを繰り返し、完走はわずか1回であった。モデナは完走6回、リタイア8回であった。
なお、シーズン途中から完成した横置きギアボックスが実戦投入されていたが、最終戦オーストラリアGPでは横置きギアボックスの使用を諦め、元の縦置きギアボックスへと再換装されていた。

## BT59Y

### 1991年シーズン
1991年は前年春から発表されていたヤマハエンジンを搭載。5バルブV12のOX99エンジンが独占供給された。同年の開幕2戦はBT59を改良したBT59Yで参戦し、マーティン・ブランドルは2戦とも完走したが、マーク・ブランデルは共にリタイアした。第3戦のサンマリノGPからは新車BT60Yが投入された。

## F1における全成績
(key) （太字はポールポジション）
| 年     | シャシー | エンジン                     | タイヤ | No | ドライバー             | 1   | 2   | 3   | 4   | 5   | 6   | 7   | 8   | 9   | 10  | 11  | 12  | 13  | 14  | 15  | 16  | ポイント | 順位 |
| ------ | -------- | ---------------------------- | ------ | -- | ---------------------- | --- | --- | --- | --- | --- | --- | --- | --- | --- | --- | --- | --- | --- | --- | --- | --- | -------- | ---- |
| 1990年 | BT59     | ジャッド EV V8、3.5リットル  | P      |    |                        | USA | BRA | SMR | MON | CAN | MEX | FRA | GBR | GER | HUN | BEL | ITA | POR | ESP | JPN | AUS | 2        | 9位  |
| 1990年 | BT59     | ジャッド EV V8、3.5リットル  | P      | 7  | デビッド・ブラバム     |     |     | DNQ | Ret | DNQ | Ret | 15  | DNQ | Ret | DNQ | Ret | DNQ | Ret | DNQ | Ret | Ret | 2        | 9位  |
| 1990年 | BT59     | ジャッド EV V8、3.5リットル  | P      | 8  | ステファノ・モデナ     |     |     | Ret | Ret | 7   | 11  | 13  | 9   | Ret | Ret | 17  | Ret | Ret | Ret | Ret | 12  | 2        | 9位  |
| 1991年 | BT59Y    | ヤマハ OX99 V12、3.5リットル | P      |    |                        | USA | BRA | SMR | MON | CAN | MEX | FRA | GBR | GER | HUN | BEL | ITA | POR | ESP | JPN | AUS | 3        | 9位  |
| 1991年 | BT59Y    | ヤマハ OX99 V12、3.5リットル | P      | 7  | マーティン・ブランドル | 11  | 12  |     |     |     |     |     |     |     |     |     |     |     |     |     |     | 3        | 9位  |
| 1991年 | BT59Y    | ヤマハ OX99 V12、3.5リットル | P      | 8  | マーク・ブランデル     | Ret | Ret |     |     |     |     |     |     |     |     |     |     |     |     |     |     | 3        | 9位  |